# Une vie française (téléfilm)
Pour les articles homonymes, voir Une vie française.
Une vie française est un téléfilm français réalisé par Jean-Pierre Sinapi et diffusé pour la première fois le 14 septembre 2011 sur France 2.

## Synopsis
Lorsque Paul, photographe, rentre d'un long voyage à l'étranger, il apprend par sa mère, que sa fille Marie a été internée dans un hôpital psychiatrique pour schizophrénie. Vincent, son fils, fait tout pour éviter son père. Paul prend alors conscience de ses manquements et de sa fuite pour oublier ses propres blessures. Il est persuadé que ce sont ses secrets qui ont rendue malade sa fille et il décide de lui raconter sa vie, sa jeunesse et des secrets de famille dont elle ne se doute pas.

## Fiche technique
- Scénario : Isabelle Coudrier-Kleist et Jean-Marc Culiersi d'après le roman de Jean-Paul Dubois
- Décors : Dominique Douret
- Pays :  France
- Durée : 90 minutes
- Musique : Tony Hymas

## Distribution
- Jacques Gamblin : Paul Blick
- Pauline Étienne : Marie Blick
- Joffrey Verbruggen : Paul Blick jeune
- Édith Scob : Claire Blick
- Solal Forte : Vincent Blick #1
- Mathilda May : Anna Blick
- Margaux Van den Plas : Anna Blick jeune
- Amandine Truffy : Mad
- Bernard Le Coq : Jean Villandreux
- Christiane Millet : Martine Villandreux
- Nadine Marcovici : la psychiatre
- Théo Frilet : Vincent Blick #2
- Jean-Marc Culiersi : Louis Spiridon

## Récompense
Le téléfilm a reçu le prix de la « Meilleure fiction en 2012 » du Syndicat français de la critique de cinéma.